# Markus Larsson

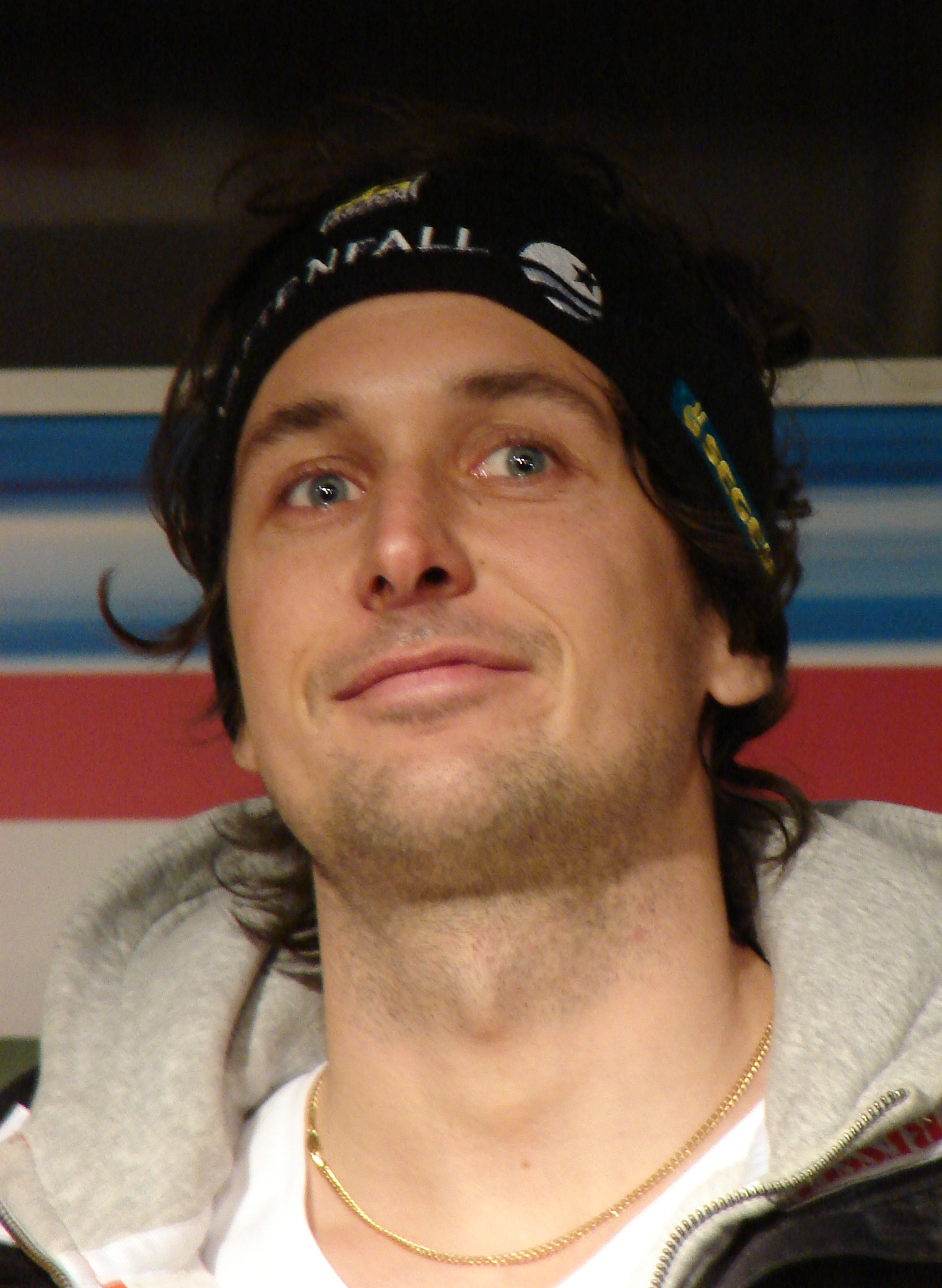
Markus Larsson.

Markus Larsson nació el 9 de enero de 1979 en Kil (Suecia), es un esquiador que tiene 2 victorias en la Copa del Mundo de Esquí Alpino (con un total de 4 podiums).

## Resultados

### Juegos Olímpicos de Invierno
- 2002 en Salt Lake City, Estados Unidos
  - Eslalon: 7.º
- 2006 en Turín, Italia
  - Combinada: 11.º
- 2010 en Vancouver, Canadá
  - Combinada: 16.º
  - Eslalon Gigante: 27.º
  - Descenso: 43.º
- 2014 en Sochi, Rusia
  - Eslalon: 7.º

### Campeonatos Mundiales
- 2001 en Sankt Anton am Arlberg, Austria
  - Eslalon: 18.º
- 2003 en St. Moritz, Suiza
  - Combinada: 6.º
  - Eslalon: 10.º
- 2005 en Bormio, Italia
  - Eslalon: 4.º
- 2015 en Vail/Beaver Creek, Estados Unidos
  - Eslalon: 7.º

### Copa del Mundo

#### Clasificación general Copa del Mundo
- 2000-2001: 122.º
- 2001-2002: 51.º
- 2002-2003: 68.º
- 2003-2004: 53.º
- 2004-2005: 37.º
- 2005-2006: 26.º
- 2006-2007: 22.º
- 2007-2008: 36.º
- 2008-2009: 44.º
- 2009-2010: 46.º
- 2010-2011: 49.º
- 2011-2012: 61.º
- 2012-2013: 42.º
- 2013-2014: 39.º
- 2014-2015: 36.º

#### Clasificación por disciplinas (Top-10)
- 2004-2005:
  - Combinada: 9.º
- 2005-2006:
  - Eslalon: 9.º
- 2006-2007:
  - Eslalon: 4.º

#### Victorias en la Copa del Mundo (2)

##### Eslalon (2)
| Fecha                   | Lugar      |
| ----------------------- | ---------- |
| 18 de marzo de 2006     | Åre        |
| 18 de diciembre de 2006 | Alta Badia |